# كيلسي مور
كيلسي مور (بالإنجليزية: Kelsey Moore)‏ هي عارضة أمريكية، ولدت في 19 مايو 1990 في فينيكس في الولايات المتحدة.